# 戦術弾道ミサイル
戦術弾道ミサイル（せんじゅつだんどうミサイル、英語: Tactical ballistic missile ）は、弾道ミサイルの中で射程300km未満のもの。
この規模のミサイルは、運搬と発射を担当する輸送起立発射機を用いる移動発射方式が大半である。

## 代表的な戦術弾道ミサイル
アメリカ合衆国
- MGM-140 ATACMS
- MGM-52

 イスラエル
- LORA
- EXTRA
- プレデターホーク

 インド
- Shaurya
- Prahar

 ソビエト連邦
- スカッド
- OTR-21 トーチカ
- 2K6 ルーナ
- OTR-23 オカー

 大韓民国
- 玄武
- KTSSM

 中華人民共和国
- WS-1
- Abdali/Hatf-II
- Hatf-I
- Ghaznavi-I/Hatf-III

 トルコ
- J-600T Yıldırım
- TOROS
- T-300 Kasırga

 ロシア
- 9K720